# Herrarnas turnering i basket vid olympiska sommarspelen 2004
Herrarnas turnering i basket vid OS 2004 i Aten arrangerades mellan 15 och 28 augusti 2004. Argentina vann guldet, Italien silvret och USA bronset. Alla matcher spelades i Helliniko Olympic Indoor Arena och i Olympic Indoor Hall.

## Medaljfördelning
| Klass  | Guld | Silver | Brons |
| Herrar | Argentina (ARG) Carlos Delfino Gabriel Fernández Emanuel Ginóbili Leonardo Gutiérrez Wálter Herrmann Alejandro Montecchia Andrés Nocioni Fabricio Oberto Pepe Sánchez Luis Scola Hugo Sconochini Rubén Wolkowyski | Italien (ITA) Gianluca Basile Massimo Bulleri Roberto Chiacig Giacomo Galanda Luca Garri Denis Marconato Michele Mian Gianmarco Pozzecco Nikola Radulović Alex Righetti Rodolfo Rombaldoni Matteo Soragna | USA (USA) Carmelo Anthony Carlos Boozer Tim Duncan Allen Iverson LeBron James Richard Jefferson Stephon Marbury Shawn Marion Lamar Odom Emeka Okafor Amar'e Stoudemire Dwyane Wade |

### Grupper
| Grupp A                | Grupp B     |
| ---------------------- | ----------- |
| Argentina              | Australien  |
| Kina                   | Grekland    |
| Italien                | Litauen     |
| Nya Zeeland            | Puerto Rico |
| Serbien och Montenegro | USA         |
| Spanien                | Angola      |

### Grupp A
| Lag                    | Vinster | Förluster | Poäng | Första Tiebreaker Särskiljning av lika lag |
| ---------------------- | ------- | --------- | ----- | ------------------------------------------ |
| Spanien                | 5       | 0         | 10    |                                            |
| Italien                | 3       | 2         | 8     | 1-0                                        |
| Argentina              | 3       | 2         | 8     | 0-1                                        |
| Kina                   | 2       | 3         | 7     |                                            |
| Nya Zeeland            | 1       | 4         | 6     | 1-0                                        |
| Serbien och Montenegro | 1       | 4         | 6     | 0-1                                        |

All times are local (UTC+2)
| 15 augusti 11:15 |                                                 | Italien | 71–69                                        | Nya Zeeland |  | Helliniko Indoor Arena, Aten Domare: Reynaldo Sanchez (Dominikanska republiken) Renato Santos (Brasilien) |
| 15 augusti 11:15 | Resultat efter kvart: 25–13, 14–9, 17–24, 15–23 |         |                                              |             |  | Helliniko Indoor Arena, Aten Domare: Reynaldo Sanchez (Dominikanska republiken) Renato Santos (Brasilien) |
| 15 augusti 11:15 | Pts: Basile 16 Rebs: Chiacig 9 Asts: Pozzecco 7 |         | Pts: Penney 20 Rebs: Marks 9 Asts: Cameron 5 |             |  | Helliniko Indoor Arena, Aten Domare: Reynaldo Sanchez (Dominikanska republiken) Renato Santos (Brasilien) |

| 15 augusti 14:30 |                                                            | Kina | 58–83                                                    | Spanien |  | Helliniko Indoor Arena, Aten Domare: Lazaros Voreadis (Grekland) Jorge Vazquez (Puerto Rico) |
| 15 augusti 14:30 | Resultat efter kvart: 18–18, 12–24, 13–19, 15–22           |      |                                                          |         |  | Helliniko Indoor Arena, Aten Domare: Lazaros Voreadis (Grekland) Jorge Vazquez (Puerto Rico) |
| 15 augusti 14:30 | Pts: Li Nan 14 Rebs: Mo Ke, Yao Ming 8 var Asts: Liu Wei 2 |      | Pts: Gasol 21 Rebs: Gasol 10 Asts: Calderón, Gasol 2 var |         |  | Helliniko Indoor Arena, Aten Domare: Lazaros Voreadis (Grekland) Jorge Vazquez (Puerto Rico) |

| 15 augusti 16:45 |                                                      | Argentina | 83–82                                                              | Serbien och Montenegro |  | Olympic Indoor Hall, Aten Domare: Virginijus Dovidavicius (Litauen) José Carrión (Puerto Rico) |
| 15 augusti 16:45 | Resultat efter kvart: 27–15, 22–24, 12–20, 22–23     |           |                                                                    |                        |  | Olympic Indoor Hall, Aten Domare: Virginijus Dovidavicius (Litauen) José Carrión (Puerto Rico) |
| 15 augusti 16:45 | Pts: Ginóbili 27 Rebs: Wolkowyski 6 Asts: Ginóbili 3 |           | Pts: Radmanović 21 Rebs: Dejan Tomašević 10 Asts: 3 players, 1 var |                        |  | Olympic Indoor Hall, Aten Domare: Virginijus Dovidavicius (Litauen) José Carrión (Puerto Rico) |

| 17 augusti 9:00 |                                                      | Nya Zeeland | 62–69                                                          | Kina |  | Helliniko Indoor Arena, Aten Domare: Christos Christodoulou (Grekland) Virginijus Dovidavicius (Litauen) |
| 17 augusti 9:00 | Resultat efter kvart: 14–17, 6–12, 25–22, 17–18      |             |                                                                |      |  | Helliniko Indoor Arena, Aten Domare: Christos Christodoulou (Grekland) Virginijus Dovidavicius (Litauen) |
| 17 augusti 9:00 | Pts: Jones 27 Rebs: Book, Marks 7 var Asts: Dickel 2 |             | Pts: Yao Ming 39 Rebs: Yao Ming 13 Asts: Li Nan, Liu Wei 4 var |      |  | Helliniko Indoor Arena, Aten Domare: Christos Christodoulou (Grekland) Virginijus Dovidavicius (Litauen) |

| 17 augusti 16:45 |                                                        | Serbien och Montenegro | 74–72                                                                        | Italien |  | Helliniko Indoor Arena, Aten Domare: José Ronfini (Mexiko) Sean Corbin(USA) |
| 17 augusti 16:45 | Resultat efter kvart: 16–17, 20–19, 19–14, 19–22       |                        |                                                                              |         |  | Helliniko Indoor Arena, Aten Domare: José Ronfini (Mexiko) Sean Corbin(USA) |
| 17 augusti 16:45 | Pts: Rakočević 19 Rebs: Tomašević 12 Asts: Tomašević 5 |                        | Pts: Bulleri 15 Rebs: Chiacig, Radulović 5 var Asts: Bulleri, Pozzecco 2 var |         |  | Helliniko Indoor Arena, Aten Domare: José Ronfini (Mexiko) Sean Corbin(USA) |

| 17 augusti 20:00 |                                                  | Spanien | 87–76                                              | Argentina |  | Helliniko Indoor Arena, Aten Domare: Lazaros Voreadis (Grekland) Mike Homsy (Kanada) |
| 17 augusti 20:00 | Resultat efter kvart: 25–18, 10–22, 23–20, 29–16 |         |                                                    |           |  | Helliniko Indoor Arena, Aten Domare: Lazaros Voreadis (Grekland) Mike Homsy (Kanada) |
| 17 augusti 20:00 | Pts: Gasol 26 Rebs: Gasol 8 Asts: Calderón 5     |         | Pts: Scola 28 Rebs: Scola 9 Asts: 3 players, 4 var |           |  | Helliniko Indoor Arena, Aten Domare: Lazaros Voreadis (Grekland) Mike Homsy (Kanada) |

| 19 augusti 9:00 |                                                     | Serbien och Montenegro | 87–90                                       | Nya Zeeland |  | Helliniko Indoor Arena, Aten Domare: Jorge Vazquez (Puerto Rico) Philippe Leemann (Schweiz) |
| 19 augusti 9:00 | Resultat efter kvart: 20–22, 24–17, 22–16, 21–35    |                        |                                             |             |  | Helliniko Indoor Arena, Aten Domare: Jorge Vazquez (Puerto Rico) Philippe Leemann (Schweiz) |
| 19 augusti 9:00 | Pts: Bodiroga 25 Rebs: Bodiroga 6 Asts: Rakočević 2 |                        | Pts: Penney 15 Rebs: Marks 5 Asts: Dickel 6 |             |  | Helliniko Indoor Arena, Aten Domare: Jorge Vazquez (Puerto Rico) Philippe Leemann (Schweiz) |

| 19 augusti 11:15 |                                                                | Italien | 63–71                                                 | Spanien |  | Olympic Indoor Hall, Aten Domare: José Carrión (Puerto Rico) Michael Aylen (Australien) |
| 19 augusti 11:15 | Resultat efter kvart: 22–17, 11–18, 19–13, 11–23               |         |                                                       |         |  | Olympic Indoor Hall, Aten Domare: José Carrión (Puerto Rico) Michael Aylen (Australien) |
| 19 augusti 11:15 | Pts: Righetti 18 Rebs: Chiacig, Marconato 8 var Asts: Basile 3 |         | Pts: Garbajosa 17 Rebs: Garbajosa 8 Asts: Garbajosa 3 |         |  | Olympic Indoor Hall, Aten Domare: José Carrión (Puerto Rico) Michael Aylen (Australien) |

| 19 augusti 20:00 |                                                                            | Argentina | 82–57                                             | Kina |  | Helliniko Indoor Arena, Aten Domare: Sean Corbin (USA) Scott Buttler (Australien) |
| 19 augusti 20:00 | Resultat efter kvart: 22–14, 19–7, 24–18, 17–18                            |           |                                                   |      |  | Helliniko Indoor Arena, Aten Domare: Sean Corbin (USA) Scott Buttler (Australien) |
| 19 augusti 20:00 | Pts: Nocioni 17 Rebs: Delfino, Nocioni 6 var Asts: Scola, Sconochini 4 var |           | Pts: Yao Ming 15 Rebs: Yao Ming 7 Asts: Liu Wei 2 |      |  | Helliniko Indoor Arena, Aten Domare: Sean Corbin (USA) Scott Buttler (Australien) |

| 21 augusti 11:15 |                                                               | Spanien | 76–68                                                | Serbien och Montenegro |  | Helliniko Indoor Arena, Aten Domare: Renato Santos (Brasilien) José Monfini (Mexiko) |
| 21 augusti 11:15 | Resultat efter kvart: 18–14, 13–17, 20–21, 25–16              |         |                                                      |                        |  | Helliniko Indoor Arena, Aten Domare: Renato Santos (Brasilien) José Monfini (Mexiko) |
| 21 augusti 11:15 | Pts: Calderón 15 Rebs: Reyes 6 Asts: Garbajosa, Navarro 3 var |         | Pts: Bodiroga 14 Rebs: Tomašević 9 Asts: Rakočević 3 |                        |  | Helliniko Indoor Arena, Aten Domare: Renato Santos (Brasilien) José Monfini (Mexiko) |

| 21 augusti 14:30 |                                                  | Nya Zeeland | 94–98                                                       | Argentina |  | Helliniko Indoor Arena, Aten Domare: Virginijus Dovidavicius (Litauen) Christos Christodoulou (Grekland) |
| 21 augusti 14:30 | Resultat efter kvart: 25–23, 17–24, 29–29, 23–22 |             |                                                             |           |  | Helliniko Indoor Arena, Aten Domare: Virginijus Dovidavicius (Litauen) Christos Christodoulou (Grekland) |
| 21 augusti 14:30 | Pts: Jones 25 Rebs: Book 6 Asts: Dickel 7        |             | Pts: Scola 25 Rebs: Oberto 9 Asts: Montecchia, Oberto 5 var |           |  | Helliniko Indoor Arena, Aten Domare: Virginijus Dovidavicius (Litauen) Christos Christodoulou (Grekland) |

| 21 augusti 16:45 |                                                                  | Kina | 52–89                                             | Italien |  | Helliniko Indoor Arena, Aten Domare: Lazaros Voreadis (Grekland) Jorge Vazquez (Puerto Rico) |
| 21 augusti 16:45 | Resultat efter kvart: 11–22, 15–22, 13–16, 13–29                 |      |                                                   |         |  | Helliniko Indoor Arena, Aten Domare: Lazaros Voreadis (Grekland) Jorge Vazquez (Puerto Rico) |
| 21 augusti 16:45 | Pts: Li Nan, Yao Ming 9 var Rebs: Yi Jianlian 7 Asts: Yao Ming 2 |      | Pts: Galanda 22 Rebs: Soragna 5 Asts: Pozzecco 12 |         |  | Helliniko Indoor Arena, Aten Domare: Lazaros Voreadis (Grekland) Jorge Vazquez (Puerto Rico) |

| 23 augusti 9:00 |                                                   | Spanien | 88–84                                       | Nya Zeeland |  | Helliniko Indoor Arena, Aten Domare: José Carrión (Puerto Rico) Mike Homsy (Kanada) |
| 23 augusti 9:00 | Resultat efter kvart: 19–11, 29–26, 25–31, 15–16  |         |                                             |             |  | Helliniko Indoor Arena, Aten Domare: José Carrión (Puerto Rico) Mike Homsy (Kanada) |
| 23 augusti 9:00 | Pts: Garbajosa 17 Rebs: Gasol 10 Asts: Calderón 3 |         | Pts: Jones 23 Rebs: Marks 10 Asts: Dickel 5 |             |  | Helliniko Indoor Arena, Aten Domare: José Carrión (Puerto Rico) Mike Homsy (Kanada) |

| 23 augusti 16:45 |                                                       | Serbien och Montenegro | 66–67                                              | Kina |  | Helliniko Indoor Arena, Aten Domare: Christos Christodoulou (Grekland) Michael Aylen (Australien) |
| 23 augusti 16:45 | Resultat efter kvart: 21–16, 13–15, 20–20, 12–16      |                        |                                                    |      |  | Helliniko Indoor Arena, Aten Domare: Christos Christodoulou (Grekland) Michael Aylen (Australien) |
| 23 augusti 16:45 | Pts: Drobnjak 17 Rebs: Tomašević 11 Asts: Tomašević 4 |                        | Pts: Yao Ming 27 Rebs: Yao Ming 13 Asts: Liu Wei 3 |      |  | Helliniko Indoor Arena, Aten Domare: Christos Christodoulou (Grekland) Michael Aylen (Australien) |

| 23 augusti 20:00 |                                                  | Italien | 76–75                                                           | Argentina |  | Helliniko Indoor Arena, Aten Domare: Lazaros Voreadis (Grekland) Sean Corbin (USA) |
| 23 augusti 20:00 | Resultat efter kvart: 13–23, 22–13, 18–18, 23–21 |         |                                                                 |           |  | Helliniko Indoor Arena, Aten Domare: Lazaros Voreadis (Grekland) Sean Corbin (USA) |
| 23 augusti 20:00 | Pts: Pozzecco 17 Rebs: Bulleri 6 Asts: Bulleri 4 |         | Pts: Ginóbili, Scola 19 var Rebs: Wolkowyski 7 Asts: Ginóbili 3 |           |  | Helliniko Indoor Arena, Aten Domare: Lazaros Voreadis (Grekland) Sean Corbin (USA) |

### Grupp B
| Lag         | Vinster | Förluster | Poäng | Första Tiebreaker Särskiljning av lika lag | Andra Tiebreaker Målgenomsnitt för lika lag |
| ----------- | ------- | --------- | ----- | ------------------------------------------ | ------------------------------------------- |
| Litauen     | 5       | 0         | 10    |                                            |                                             |
| Grekland    | 3       | 2         | 8     | 1-1                                        | 1.12                                        |
| Puerto Rico | 3       | 2         | 8     | 1-1                                        | 0.98                                        |
| USA         | 3       | 2         | 8     | 1-1                                        | 0.92                                        |
| Australien  | 1       | 4         | 6     |                                            |                                             |
| Angola      | 0       | 5         | 5     |                                            |                                             |

| 15 augusti 9:00 |                                                 | Angola | 73–78                                                                           | Litauen |  | Helliniko Indoor Arena, Aten Domare: Chantal Julien (Frankrike) Ma Li Jun (Kina) |
| 15 augusti 9:00 | Resultat efter kvart: 24–14, 8–14, 23–28, 18–22 |        |                                                                                 |         |  | Helliniko Indoor Arena, Aten Domare: Chantal Julien (Frankrike) Ma Li Jun (Kina) |
| 15 augusti 9:00 | Pts: Lutonda 17 Rebs: Lutonda 4 Asts: Lutonda 6 |        | Pts: Lavrinovič, E. Žukauskas 15 var Rebs: E. Žukauskas 11 Asts: Jasikevičius 6 |         |  | Helliniko Indoor Arena, Aten Domare: Chantal Julien (Frankrike) Ma Li Jun (Kina) |

| 15 augusti 20:00 |                                                 | Puerto Rico | 92–73                                                      | USA |  | Helliniko Indoor Arena, Aten Domare: Zoran Šutulović (Serbien och Montenegro) Vicente Bulto (Spanien) |
| 15 augusti 20:00 | Resultat efter kvart: 21–20, 28–7, 16–21, 27–25 |             |                                                            |     |  | Helliniko Indoor Arena, Aten Domare: Zoran Šutulović (Serbien och Montenegro) Vicente Bulto (Spanien) |
| 15 augusti 20:00 | Pts: Arroyo 24 Rebs: Ortiz 6 Asts: Arroyo 7     |             | Pts: Duncan, Iverson 15 var Rebs: Duncan 16 Asts: Duncan 4 |     |  | Helliniko Indoor Arena, Aten Domare: Zoran Šutulović (Serbien och Montenegro) Vicente Bulto (Spanien) |

| 15 augusti 22:15 |                                                              | Grekland | 76–54                                                              | Australien |  | Helliniko Indoor Arena, Aten Domare: Pablo Estevez (Argentina) José Ronfini (Mexiko) |
| 15 augusti 22:15 | Resultat efter kvart: 23–18, 12–15, 24–18, 17–3              |          |                                                                    |            |  | Helliniko Indoor Arena, Aten Domare: Pablo Estevez (Argentina) José Ronfini (Mexiko) |
| 15 augusti 22:15 | Pts: Papadopoulos 21 Rebs: Papadopoulos 9 Asts: Papaloukas 4 |          | Pts: Heal, Maher 12 var Rebs: Nielsen 6 Asts: Andersen, Heal 1 var |            |  | Helliniko Indoor Arena, Aten Domare: Pablo Estevez (Argentina) José Ronfini (Mexiko) |

| 17 augusti 11:15 |                                                  | Australien | 83–59                                                  | Angola |  | Helliniko Indoor Arena, Aten Domare: Renato Santos (Brasilien) Vladimir Okhrimenko (Ryssland) |
| 17 augusti 11:15 | Resultat efter kvart: 21–13, 24–16, 27–15, 11–15 |            |                                                        |        |  | Helliniko Indoor Arena, Aten Domare: Renato Santos (Brasilien) Vladimir Okhrimenko (Ryssland) |
| 17 augusti 11:15 | Pts: Heal 18 Rebs: Bogut 11 Asts: Smith 3        |            | Pts: Monteiro 18 Rebs: Gomes 9 Asts: 4 players, 1 each |        |  | Helliniko Indoor Arena, Aten Domare: Renato Santos (Brasilien) Vladimir Okhrimenko (Ryssland) |

| 17 augusti 14:30 |                                                              | Litauen | 98–90                                                                    | Puerto Rico |  | Helliniko Indoor Arena, Aten Domare: Pablo Estevez (Argentina) Zoran Šutulović (Serbien och Montenegro) |
| 17 augusti 14:30 | Resultat efter kvart: 26–32, 23–12, 22–22, 27–24             |         |                                                                          |             |  | Helliniko Indoor Arena, Aten Domare: Pablo Estevez (Argentina) Zoran Šutulović (Serbien och Montenegro) |
| 17 augusti 14:30 | Pts: Šiškauskas 23 Rebs: E. Žukauskas 8 Asts: Jasikevičius 7 |         | Pts: Arroyo, Ayuso 25 var Rebs: Hourruitiner 6 Asts: Arroyo, Ayuso 2 var |             |  | Helliniko Indoor Arena, Aten Domare: Pablo Estevez (Argentina) Zoran Šutulović (Serbien och Montenegro) |

| 17 augusti 22:15 |                                                  | USA | 77–71                                                  | Grekland |  | Helliniko Indoor Arena, Aten Domare: Reynaldo Sanchez (Dominikanska republiken) Vicente Bulto (Spanien) |
| 17 augusti 22:15 | Resultat efter kvart: 18–17, 19–14, 20–22, 20–18 |     |                                                        |          |  | Helliniko Indoor Arena, Aten Domare: Reynaldo Sanchez (Dominikanska republiken) Vicente Bulto (Spanien) |
| 17 augusti 22:15 | Pts: Iverson 17 Rebs: Duncan 9 Asts: Marbury 6   |     | Pts: Fotsis 22 Rebs: Papadopoulos 7 Asts: Papaloukas 6 |          |  | Helliniko Indoor Arena, Aten Domare: Reynaldo Sanchez (Dominikanska republiken) Vicente Bulto (Spanien) |

| 19 augusti 14:30 |                                                           | USA | 89–79                                             | Australien |  | Helliniko Indoor Arena, Aten Domare: José Ronfini (Mexiko) Giampaolo Cicoria (Italien) |
| 19 augusti 14:30 | Resultat efter kvart: 21–31, 26–20, 18–16, 24–12          |     |                                                   |            |  | Helliniko Indoor Arena, Aten Domare: José Ronfini (Mexiko) Giampaolo Cicoria (Italien) |
| 19 augusti 14:30 | Pts: Duncan 18 Rebs: Duncan 11 Asts: James, Marbury 5 var |     | Pts: Heal 17 Rebs: Andersen, Bogut 8 Asts: Heal 7 |            |  | Helliniko Indoor Arena, Aten Domare: José Ronfini (Mexiko) Giampaolo Cicoria (Italien) |

| 19 augusti 16:45 |                                                  | Puerto Rico | 83–80                                            | Angola |  | Helliniko Indoor Arena, Aten Domare: Reynaldo Sanchez (Dominikanska republiken) Ma Li Jun (Kina) |
| 19 augusti 16:45 | Resultat efter kvart: 19–17, 18–15, 26–34, 20–14 |             |                                                  |        |  | Helliniko Indoor Arena, Aten Domare: Reynaldo Sanchez (Dominikanska republiken) Ma Li Jun (Kina) |
| 19 augusti 16:45 | Pts: Ayuso 17 Rebs: Santiago 10 Asts: Arroyo 6   |             | Pts: de Carvalho 14 Rebs: Moussa 6 Asts: Costa 7 |        |  | Helliniko Indoor Arena, Aten Domare: Reynaldo Sanchez (Dominikanska republiken) Ma Li Jun (Kina) |

| 19 augusti 22:15 |                                                       | Grekland | 76–98                                                                  | Litauen |  | Helliniko Indoor Arena, Aten Domare: Renato Santos (Brasilien) Pablo Estevez (Argentina) |
| 19 augusti 22:15 | Resultat efter kvart: 10–28, 15–26, 19–22, 32–22      |          |                                                                        |         |  | Helliniko Indoor Arena, Aten Domare: Renato Santos (Brasilien) Pablo Estevez (Argentina) |
| 19 augusti 22:15 | Pts: Zisis 18 Rebs: Papanikolaou 7 Asts: Papaloukas 3 |          | Pts: Šiškauskas 25 Rebs: Javtokas, Songaila 5 var Asts: Jasikevičius 8 |         |  | Helliniko Indoor Arena, Aten Domare: Renato Santos (Brasilien) Pablo Estevez (Argentina) |

| 21 augusti 9:00 |                                                  | Australien | 82–87                                         | Puerto Rico |  | Helliniko Indoor Arena, Aten Domare: Vicente Bulto (Spanien) Pablo Estevez (Argentina) |
| 21 augusti 9:00 | Resultat efter kvart: 23–13, 28–28, 17–24, 14–22 |            |                                               |             |  | Helliniko Indoor Arena, Aten Domare: Vicente Bulto (Spanien) Pablo Estevez (Argentina) |
| 21 augusti 9:00 | Pts: Nielsen 20 Rebs: Bogut 11 Asts: Heal 6      |            | Pts: Santiago 20 Rebs: Ortiz 6 Asts: Arroyo 7 |             |  | Helliniko Indoor Arena, Aten Domare: Vicente Bulto (Spanien) Pablo Estevez (Argentina) |

| 21 augusti 20:00 |                                                               | Litauen | 94–90                                             | USA |  | Helliniko Indoor Arena, Aten Domare: Reynaldo Sanchez (Dominikanska republiken) Zoran Šutulović (Serbien och Montenegro) |
| 21 augusti 20:00 | Resultat efter kvart: 23–26, 21–23, 23–20, 27–21              |         |                                                   |     |  | Helliniko Indoor Arena, Aten Domare: Reynaldo Sanchez (Dominikanska republiken) Zoran Šutulović (Serbien och Montenegro) |
| 21 augusti 20:00 | Pts: Jasikevičius 28 Rebs: Štombergas 10 Asts: Jasikevičius 4 |         | Pts: Jefferson 20 Rebs: Duncan 20 Asts: Marbury 3 |     |  | Helliniko Indoor Arena, Aten Domare: Reynaldo Sanchez (Dominikanska republiken) Zoran Šutulović (Serbien och Montenegro) |

| 21 augusti 22:15 |                                                     | Angola | 56–88                                                                   | Grekland |  | Helliniko Indoor Arena, Aten Domare: Mike Homsy (Kanada) Alejandro Chiti (Argentina) |
| 21 augusti 22:15 | Resultat efter kvart: 15–23, 10–20, 10–24, 21–21    |        |                                                                         |          |  | Helliniko Indoor Arena, Aten Domare: Mike Homsy (Kanada) Alejandro Chiti (Argentina) |
| 21 augusti 22:15 | Pts: Costa 12 Rebs: Costa 5 Asts: 5 players, 1 each |        | Pts: Dikoudis 15 Rebs: Dikoudis, Papadopoulos 8 var Asts: Diamantidis 3 |          |  | Helliniko Indoor Arena, Aten Domare: Mike Homsy (Kanada) Alejandro Chiti (Argentina) |

| 23 augusti 11:15 |                                                        | Litauen | 100–85                                                | Australien |  | Helliniko Indoor Arena, Aten Domare: Vicente Bulto (Spanien) Alejandro Chiti (Argentina) |
| 23 augusti 11:15 | 'Resultat efter kvart: 20–19, 32–9, 23–38, 25–19       |         |                                                       |            |  | Helliniko Indoor Arena, Aten Domare: Vicente Bulto (Spanien) Alejandro Chiti (Argentina) |
| 23 augusti 11:15 | Pts: Javtokas 23 Rebs: Javtokas 9 Asts: Jasikevičius 4 |         | Pts: Bogut, Saville 21 var Rebs: Bogut 9 Asts: Heal 3 |            |  | Helliniko Indoor Arena, Aten Domare: Vicente Bulto (Spanien) Alejandro Chiti (Argentina) |

| 23 augusti 14:30 |                                                  | USA | 89–53                                                       | Angola |  | Helliniko Indoor Arena, Aten Domare: Pablo Estevez (Argentina) Philippe Leemann (Schweiz) |
| 23 augusti 14:30 | Resultat efter kvart: 21–14, 23–12, 29–13, 14–14 |     |                                                             |        |  | Helliniko Indoor Arena, Aten Domare: Pablo Estevez (Argentina) Philippe Leemann (Schweiz) |
| 23 augusti 14:30 | Pts: Duncan 15 Rebs: Boozer 9 Asts: James 5      |     | Pts: Monteiro 20 Rebs: Gomes 6 Asts: Monteiro, Moussa 2 var |        |  | Helliniko Indoor Arena, Aten Domare: Pablo Estevez (Argentina) Philippe Leemann (Schweiz) |

| 23 augusti 22:15 |                                                       | Grekland | 78–58                                        | Puerto Rico |  | Helliniko Indoor Arena, Aten Domare: José Ronfini (Mexiko) Scott Buttler (Australien) |
| 23 augusti 22:15 | Resultat efter kvart: 20–22, 20–6, 16–18, 22–12       |          |                                              |             |  | Helliniko Indoor Arena, Aten Domare: José Ronfini (Mexiko) Scott Buttler (Australien) |
| 23 augusti 22:15 | Pts: Kakiouzis 16 Rebs: Dikoudis 8 Asts: Papaloukas 4 |          | Pts: Ayuso 11 Rebs: Fajardo 9 Asts: Arroyo 4 |             |  | Helliniko Indoor Arena, Aten Domare: José Ronfini (Mexiko) Scott Buttler (Australien) |

### Slutspelsträd
|  | Kvartsfinaler | Kvartsfinaler |               |      | Semifinaler | Semifinaler |           |            | Final      | Final |
|  | 0             | 0             | 0             | 0    | 0           | 0           | 0         | 0          | 0          | 0     |
|  |               |               | 0             | 0    |             |             | 0         | 0          |            |       |
|  |               |               | 0             | 0    |             |             | 0         | 0          |            |       |
|  | 0 Spanien     | 094           | 0             | 0    |             |             | 0         | 0          |            |       |
|  | 0 Spanien     | 094           | 0             | 0    |             |             | 0         | 0          |            |       |
|  | 0 USA         | 0102          | 0             | 0    |             |             | 0         | 0          |            |       |
|  | 0 USA         | 0102          | 0             | 0    | 0 USA       | 081         | 0         | 0          |            |       |
|  |               |               | 0             | 0    | 0 USA       | 081         | 0         | 0          |            |       |
|  | 0             | 0 Argentina   | 0             | 089  | 0           |             |           | 0          |            |       |
|  | 0             | 0 Argentina   | 0             | 089  | 0           | 0 Argentina | 069       | 0          |            |       |
|  | 0             |               |               |      |             | 0 Argentina | 069       | 0          |            |       |
|  | 0             | 0 Grekland    | 064           | 0    |             |             |           | 0          |            |       |
|  | 0             | 0 Grekland    | 064           | 0    | 0 Argentina | 084         |           | 0          |            |       |
|  | 0             |               |               | 0    | 0 Argentina | 084         |           | 0          |            |       |
|  | 0             | 0             | 0 Italien     | 0    | 069         |             |           |            |            |       |
|  | 0             | 0             | 0 Italien     | 0    | 069         | 0 Litauen   | 095       |            |            |       |
|  | 0             | 0             |               |      |             |             | 095       |            |            |       |
|  | 0             | 0             | 0 Kina        | 075  | 0           |             |           |            |            |       |
|  | 0             | 0             | 0 Kina        | 075  | 0           | 0 Litauen   | 091       | Bronsmatch | Bronsmatch |       |
|  | 0             | 0             |               |      | 0           | 0 Litauen   | 091       | Bronsmatch | Bronsmatch |       |
|  | 0             | 0             | 0 Italien     | 0100 | 0           | 0           |           |            |            |       |
|  | 0             | 0             | 0 Italien     | 0100 | 0           | 0           | 0 Italien | 083        | 0 USA      | 0104  |
|  | 0             | 0             |               |      | 0           | 0           | 0 Italien | 083        | 0 USA      | 0104  |
|  | 0             | 0             | 0 Puerto Rico | 070  | 0           | 0           | 0 Litauen | 096        |            |       |
|  | 0             | 0             | 0 Puerto Rico | 070  | 0           | 0           | 0 Litauen | 096        |            |       |
|  |               |               |               |      |             |             |           |            |            |       |
|  |               |               |               |      |             |             |           |            |            |       |

### Kvartsfinaler
| 26 augusti 14:30 |                                                        | Spanien | 94–102                                                                | USA |  | Olympic Indoor Hall, Aten Domare: José Ronfini (Mexiko) Michael Aylen (Australien) |
| 26 augusti 14:30 | Resultat efter kvart: 25–25, 18–19, 24–30, 27–28       |         |                                                                       |     |  | Olympic Indoor Hall, Aten Domare: José Ronfini (Mexiko) Michael Aylen (Australien) |
| 26 augusti 14:30 | Pts: Gasol 29 Rebs: Calderón 7 Asts: 3 players, 1 each |         | Pts: Marbury 31 Rebs: Marion, Odom 6 var Asts: Iverson, Marbury 4 var |     |  | Olympic Indoor Hall, Aten Domare: José Ronfini (Mexiko) Michael Aylen (Australien) |

| 26 augusti 16:45 |                                                             | Litauen | 95–75                                              | Kina |  | Olympic Indoor Hall, Aten Domare: Mike Homsy (Kanada) Christos Christodoulou (Grekland) |
| 26 augusti 16:45 | Resultat efter kvart: 25–19, 28–18, 21–20, 21–18            |         |                                                    |      |  | Olympic Indoor Hall, Aten Domare: Mike Homsy (Kanada) Christos Christodoulou (Grekland) |
| 26 augusti 16:45 | Pts: Macijauskas 32 Rebs: E. Žukauskas 8 Asts: Šiškauskas 4 |         | Pts: Yao Ming 29 Rebs: Yao Ming 11 Asts: Liu Wei 4 |      |  | Olympic Indoor Hall, Aten Domare: Mike Homsy (Kanada) Christos Christodoulou (Grekland) |

| 26 augusti 20:00 |                                                     | Italien | 83–70                                      | Puerto Rico |  | Olympic Indoor Hall, Aten Domare: Vicente Bulto (Spanien) Alejandro Chiti (Argentina) |
| 26 augusti 20:00 | Resultat efter kvart: 23–20, 18–15, 19–17, 23–18    |         |                                            |             |  | Olympic Indoor Hall, Aten Domare: Vicente Bulto (Spanien) Alejandro Chiti (Argentina) |
| 26 augusti 20:00 | Pts: Bulleri 20 Rebs: Marconato 12 Asts: Pozzecco 6 |         | Pts: Ayuso 24 Rebs: Ortiz 8 Asts: Arroyo 5 |             |  | Olympic Indoor Hall, Aten Domare: Vicente Bulto (Spanien) Alejandro Chiti (Argentina) |

| 26 augusti 22:15 |                                                                             | Grekland | 64–69                                                                           | Argentina |  | Olympic Indoor Hall, Aten Domare: Renato Santos (Brasilien) Giampaolo Cicoria (Italien) |
| 26 augusti 22:15 | Resultat efter kvart: 14–22, 21–7, 18–24, 11–16                             |          |                                                                                 |           |  | Olympic Indoor Hall, Aten Domare: Renato Santos (Brasilien) Giampaolo Cicoria (Italien) |
| 26 augusti 22:15 | Pts: Hatzivrettas 12 Rebs: Dikoudis, Papadopoulos 9 var Asts: Diamantidis 3 |          | Pts: Ginóbili, Oberto 13 each Rebs: Herrmann 6 Asts: Ginóbili, Montecchia 2 var |           |  | Olympic Indoor Hall, Aten Domare: Renato Santos (Brasilien) Giampaolo Cicoria (Italien) |

### Semifinaler
All times are local (UTC+2)
| 27 augusti 20:00 |                                                  | Argentina | 89–81                                                    | USA |  | Olympic Indoor Hall, Aten Domare: Vicente Bulto (Spanien) Zoran Šutulović (Serbien och Montenegro) |
| 27 augusti 20:00 | Resultat efter kvart: 24–20, 19–18, 27–19, 19–24 |           |                                                          |     |  | Olympic Indoor Hall, Aten Domare: Vicente Bulto (Spanien) Zoran Šutulović (Serbien och Montenegro) |
| 27 augusti 20:00 | Pts: Ginóbili 29 Rebs: Oberto 6 Asts: Sánchez 7  |           | Pts: Marbury 18 Rebs: Boozer 9 Asts: Iverson, Odom 3 var |     |  | Olympic Indoor Hall, Aten Domare: Vicente Bulto (Spanien) Zoran Šutulović (Serbien och Montenegro) |

| 27 augusti 22:15 |                                                                  | Italien | 100–91                                                      | Litauen |  | Olympic Indoor Hall, Aten Domare: Reynaldo Sanchez (Dominikanska republiken) José Carrión (Puerto Rico) |
| 27 augusti 22:15 | Resultat efter kvart: 20–26, 29–17, 24–20, 27–28                 |         |                                                             |         |  | Olympic Indoor Hall, Aten Domare: Reynaldo Sanchez (Dominikanska republiken) José Carrión (Puerto Rico) |
| 27 augusti 22:15 | Pts: Basile 31 Rebs: Marconato 9 Asts: Marconato, Pozzecco 3 var |         | Pts: Macijauskas 26 Rebs: Šiškauskas 7 Asts: Jasikevičius 9 |         |  | Olympic Indoor Hall, Aten Domare: Reynaldo Sanchez (Dominikanska republiken) José Carrión (Puerto Rico) |

### Final
| 28 augusti 22:45 |                                                                | Italien | 69–84                                         | Argentina |  | Olympic Indoor Hall, Aten Domare: Renato Santos (Brasilien) Lazaros Voreadis (Grekland) |
| 28 augusti 22:45 | Resultat efter kvart: 16–23, 25–20, 13–17, 15–24               |         |                                               |           |  | Olympic Indoor Hall, Aten Domare: Renato Santos (Brasilien) Lazaros Voreadis (Grekland) |
| 28 augusti 22:45 | Pts: Pozzecco, Soragna 12 var Rebs: Garri 6 Asts: Rombaldoni 2 |         | Pts: Scola 25 Rebs: Scola 11 Asts: Ginóbili 6 |           |  | Olympic Indoor Hall, Aten Domare: Renato Santos (Brasilien) Lazaros Voreadis (Grekland) |

### Bronsmatch
| 28 augusti 20:45 |                                                           | Litauen | 96–104                                                 | USA |  | Olympic Indoor Hall, Aten Domare: Pablo Estevez (Argentina) Giampaolo Cicoria (Italien) |
| 28 augusti 20:45 | Resultat efter kvart: 24–24, 20–25, 27–25, 25–30          |         |                                                        |     |  | Olympic Indoor Hall, Aten Domare: Pablo Estevez (Argentina) Giampaolo Cicoria (Italien) |
| 28 augusti 20:45 | Pts: Macijauskas 24 Rebs: Javtokas 6 Asts: Jasikevičius 4 |         | Pts: Marion 22 Rebs: Boozer, Duncan 8 var Asts: Wade 6 |     |  | Olympic Indoor Hall, Aten Domare: Pablo Estevez (Argentina) Giampaolo Cicoria (Italien) |

## Slutlig ställning
| Plats                          | Lag                    | Spelade    | Vinster    | Förluster  |            |            |            |            |            |            |
| Finalister                     | Finalister             | Finalister | Finalister | Finalister | Finalister | Finalister | Finalister | Finalister | Finalister | Finalister |
| ------------------------------ | ---------------------- | ---------- | ---------- | ---------- | ---------- | ---------- | ---------- | ---------- | ---------- | ---------- |
| 1                              | Argentina              | 8          | 6          | 2          |            |            |            |            |            |            |
| 2                              | Italien                | 8          | 5          | 3          |            |            |            |            |            |            |
| Bronsmatch                     |                        |            |            |            |            |            |            |            |            |            |
| 3                              | USA                    | 8          | 5          | 3          |            |            |            |            |            |            |
| 4                              | Litauen                | 8          | 6          | 2          |            |            |            |            |            |            |
| Utslagna i kvartsfinalerna     |                        |            |            |            |            |            |            |            |            |            |
| 5                              | Grekland               | 7          | 4          | 3          |            |            |            |            |            |            |
| 6                              | Puerto Rico            | 7          | 3          | 4          |            |            |            |            |            |            |
| 7                              | Spanien                | 7          | 6          | 1          |            |            |            |            |            |            |
| 8                              | Kina                   | 7          | 2          | 5          |            |            |            |            |            |            |
| Femte plats i första omgången  |                        |            |            |            |            |            |            |            |            |            |
| 9                              | Australien             | 6          | 2          | 4          |            |            |            |            |            |            |
| 10                             | Nya Zeeland            | 6          | 1          | 5          |            |            |            |            |            |            |
| Sjätte plats i första omgången |                        |            |            |            |            |            |            |            |            |            |
| 11                             | Serbien och Montenegro | 6          | 2          | 4          |            |            |            |            |            |            |
| 12                             | Angola                 | 6          | 0          | 6          |            |            |            |            |            |            |